# Louis-Peter-Kirche (Alleringhausen)

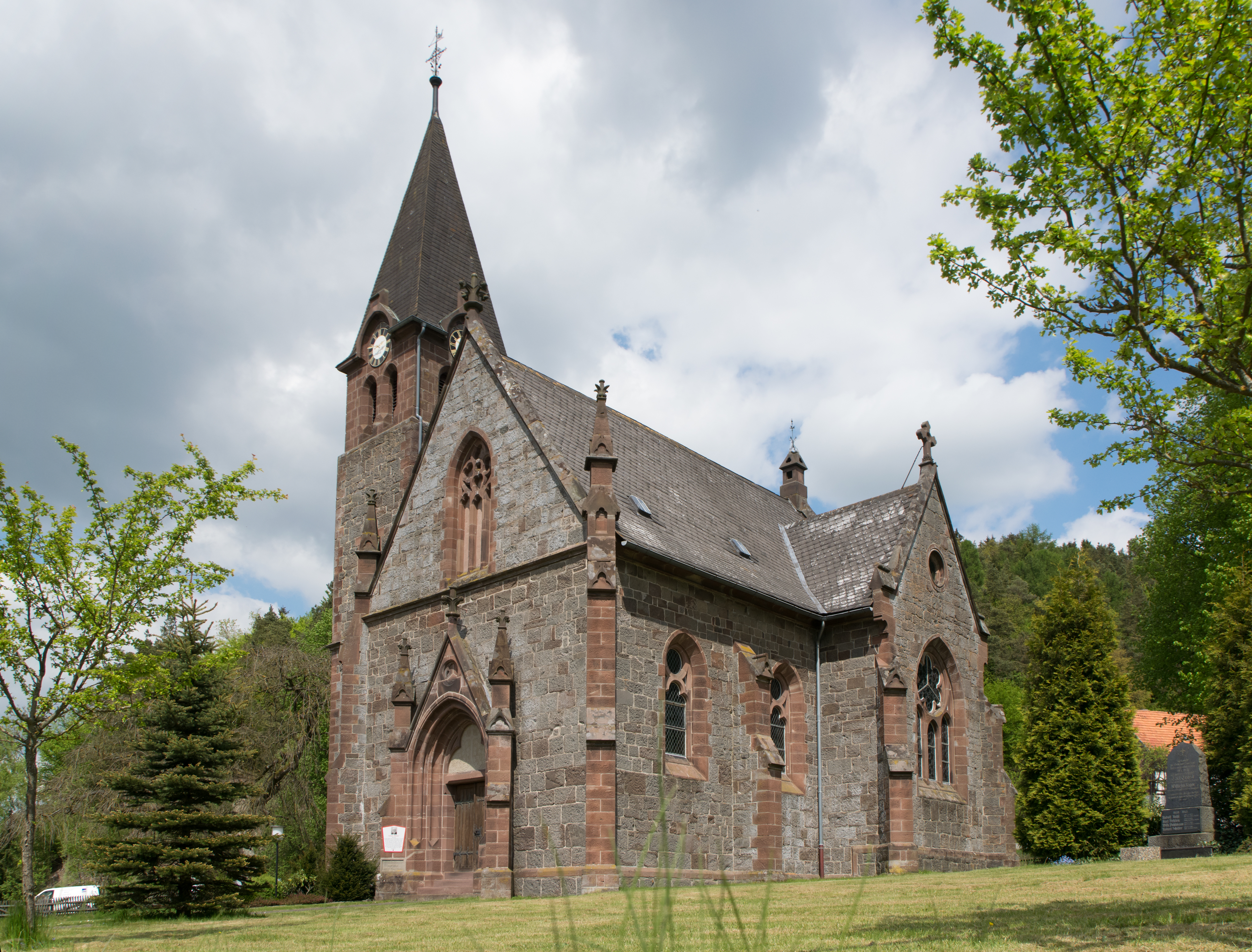
Louis-Peter-Kirche

Die evangelisch-unierte Louis-Peter-Kirche steht in Alleringhausen, einem Ortsteil von Korbach im Landkreis Waldeck-Frankenberg von Hessen. Die Kirchengemeinde gehört zum Kirchenkreis Twiste-Eisenberg im Sprengel Marburg der Evangelischen Kirche von Kurhessen-Waldeck.

## Beschreibung
Die am 13. Juli 1905 im Beisein von Fürst Friedrich von Waldeck und Pyrmont und dem Landesbischof eingeweihte Kirche wurde von Louis Peter gestiftet und nach Plänen von Landesbaumeister Wilhelm Müller erbaut. Die neugotische Kreuzkirche aus Natursteinmauerwerk hat ein Langhaus aus zwei Jochen, ein Querschiff und einen eingezogenen Chor mit dreiseitigem Abschluss. Der quadratische Kirchturm, der mit einem schiefergedeckten Pyramidendach bedeckt ist, steht nördlich des westlichen Joches vom Langhaus. Die Wände werden von Strebepfeilern gestützt, auf denen zum Teil Fialen sitzen. Das Portal in der Fassade im Westen ist mit einem Wimperg bekrönt. 
Die Fenster des Chors und des Langhauses sind ungeteilt, die dreiteiligen Maßwerkfenster der Querarme haben in der Spitze eine große Fensterrose. Ein solches Fenster befindet sich auch im Giebel der Fassade. 
Die Orgel mit acht Registern, einem Manual und einem Pedal wurde 1904 von Eduard Voigt gebaut.